# Fernand Decanali
Fernand Decanali (Marsiglia, 7 luglio 1925 – Marsiglia, 9 gennaio 2017) è stato un pistard francese.

## Palmarès
- Giochi olimpici

Londra 1948: oro nell'inseguimento a squadre.